# Lessebo Handpappersbruk

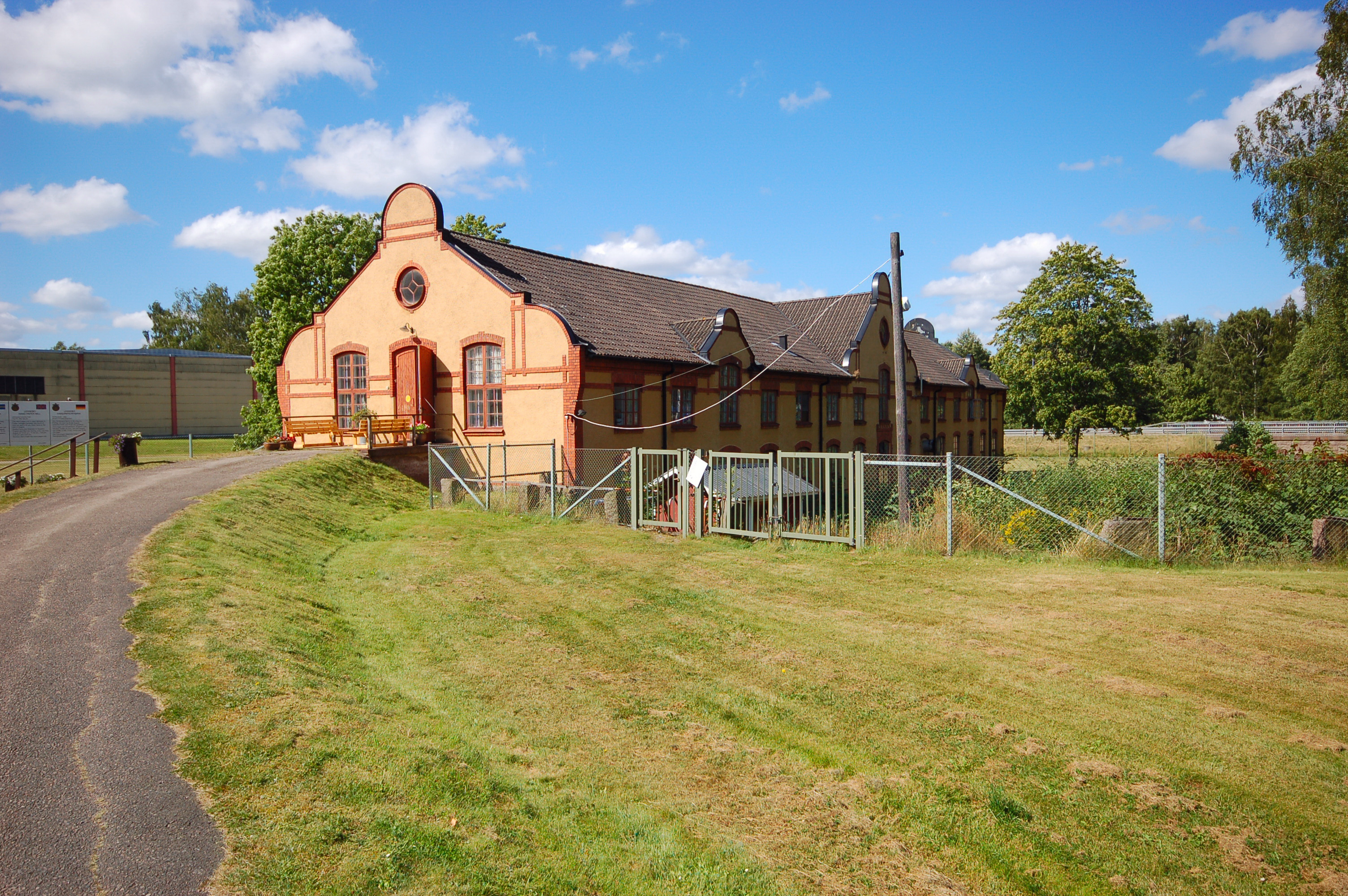
Lessebo Handpappersbruk

Die Lessebo Handpappersbruk ist eine Papiermühle in Lessebo, Schweden. Sie ist die einzige Papierfabrik in Schweden, die Papier in Handarbeit herstellt.
Die Papiermühle stellt seit 1693 Papier in traditioneller Handarbeit her. Das Papier wird im Prinzip auf die gleiche Weise wie vor 300 Jahren gefertigt. Die tägliche Kapazität für das handgeschöpfte Papier liegt bei etwa 25 kg. Eine moderne Papiermaschine leistet das innerhalb weniger Sekunden.